# Henu (barca sagrada)
| V28 | U8 · N35 | W24 | G43 | G10 |

| V28 | U8 · N35 | W24 | G43 | G10 |

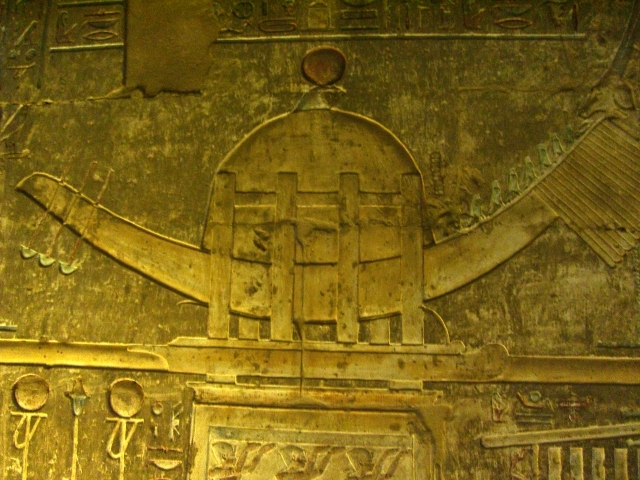
Representación de la barca Henu de Soqar. Templo de Hathor de Deir el-Medina.

Henu es el nombre de la barca sagrada de Socar, dios del inframundo y la oscuridad. No se convirtió en símbolo del dios de Menfis hasta bastante tarde. Según la época o la dinastía reinante en Egipto, la barca Henu navegaba hacia el amanecer o hacia el anochecer.	

## Descripción
Esta barca sagrada tenía la particular forma de una nave con numerosos remos, la proa más alta que la popa, adornada con una cabeza de oryx y un toro. Albergaba una reliquia sagrada al abrigo de una cúpula rematada por una cabeza de halcón, emblema de Soqar.
Esta reliquia, cuyo aspecto no se revelaba a los no iniciados, se llamaba Sanj-Ptah, que en egipcio antiguo significa Aquel que vive por Ptah.
En los Textos de las Pirámides de Unas (PT 214, 138c), uno de los pasos que debía dar el difunto, después de dejar sus bienes a su hijo, después de purificarse, ... era: 
"Descenderás sobre cuerdas de bronce, Horus te ha elevado en su nombre de barca Henu".
A veces se identificaba a la barca Henu con el propio dios Socar, como en pKairo CG 51189 (pYuya), donde se afirma: 
"He aparecido como Henu".
que es seguido dos líneas más abajo por el pasaje:
"He aparecido como Socar".
La barca Henu era el centro de grandes ceremonias religiosas durante las cuales salía de su santuario acompañada de otras cinco barcas divinas correspondientes a las diosas Hathor, Uadyet, Shesmetet, Bastet y Sejmet, consideradas las cinco hijas del dios Ra.
En la fiesta del dios Socar, se colocaba una piedra, posiblemente una representación del dios, en la barca de Henu y se tiraba de ella con un trineo por los campos, mientras la gente la seguía llevando guirnaldas de cebollas. Una canción de arpista de la tumba de Dyehutimes (TT32) describe esta práctica así: 
"Tiró de [So]car colocando la barca Henu sobre su trineo, rodeando las murallas con sus seguidores".
Esto es, uno de los ritos principales consistía en una larga procesión alrededor del recinto del templo que albergaba el santuario de Socar. A continuación, la procesión se dirigía a las necrópolis, visitando los grandes santuarios funerarios reales.
Estas fiestas, que tenían lugar los días 25 y 26 del mes de Joiak, se celebraban en las principales ciudades del país, sobre todo en Menfis y Tebas.